# Hidrauličko frakturiranje
Hidrauličko frakturiranje (eng. hydraulic fracturing or fracking) je postupak drobljenja stijene uz pomoć hidrauličke tekućine pod vrlo visokim tlakom.
Voda je pomiješana s pijeskom i kemikalijama te se ubrizgava pod visokim tlakom u bušotinu. To rezultira malim pukotinama (obično manje od 1 mm), kroz koje teku prirodni plin, nafta i druge tvari (uključujući uranovu rudu). Kada se ukloni hidraulički tlak, mali fragmenti pijeska ili aluminijeva oksida održavaju pukotine otvorenima. Ova tehnika se koristi za vađenje zaostaloga plina, plina iz škriljevca, ili u slojevima ugljena.
Prvi eksperimenti hidrauličkoga frakturiranja potječu s početka 1947. godine, a u komercijalne svrhe dvije godine kasnije 1949. George P. Mitchell smatra se ocem hidrauličkoga frakturiranja jer je našao učinkovite metode frakturiranja škriljevca u 1990-ima. Hidrauličko frakturiranje dovelo je do otvaranja oko 2,5 milijuna novih radnih mjesta u naftnim i plinskim bušotinama. 
Zagovornici ove metode tvrde, da se fragmentacijom može doći do nedostupnih golemih količina ugljikovodika (fosilna goriva). Protivnici tvrde da hidrauličko frakturiranje prouzročuje zagađenje vode, kvalitete zraka, ispuštanje opasnih kemikalija te čak da izazva potrese.
Metoda se obilno koristi u SAD-u, dok u EU, npr. Njemačkoj izaziva veliko protivljenje.